# Saison 8 de The Voice Belgique
 (janvier 2022).
- Si vous ne connaissez pas le sujet, laissez ce bandeau (vous pouvez alors contacter les auteurs).
- Si vous supprimez le contenu mis en cause (vous pouvez préalablement contacter les auteurs),

argumentez précisément cette suppression dans la page de discussion
(un manque de référence n'est pas un argument ; une recherche réelle de référence doit avoir été effectuée, être formellement documentée).
La huitième saison de The Voice dans sa version belge (The Voice Belgique) a été diffusée sur La Une (RTBF) du 8 janvier 2019 jusqu'au 23 avril 2019 et a été présentée par Maureen Louys.
L'émission a été remportée par Charlotte Foret, coachée par Matthew Irons.

## Coachs et candidats

### Coachs
Le panel de coachs de cette huitième saison est composé de :
- Matthew Irons du groupe Puggy : Auteur-compositeur-interprète, coach depuis la saison 7;
- Typh Barrow : chanteuse, autrice, compositrice et pianiste;
- Slimane : Auteur-compositeur-interprète, coach depuis la saison 7;
- Vitaa : autrice-compositrice-interprète, coach depuis la saison 7;

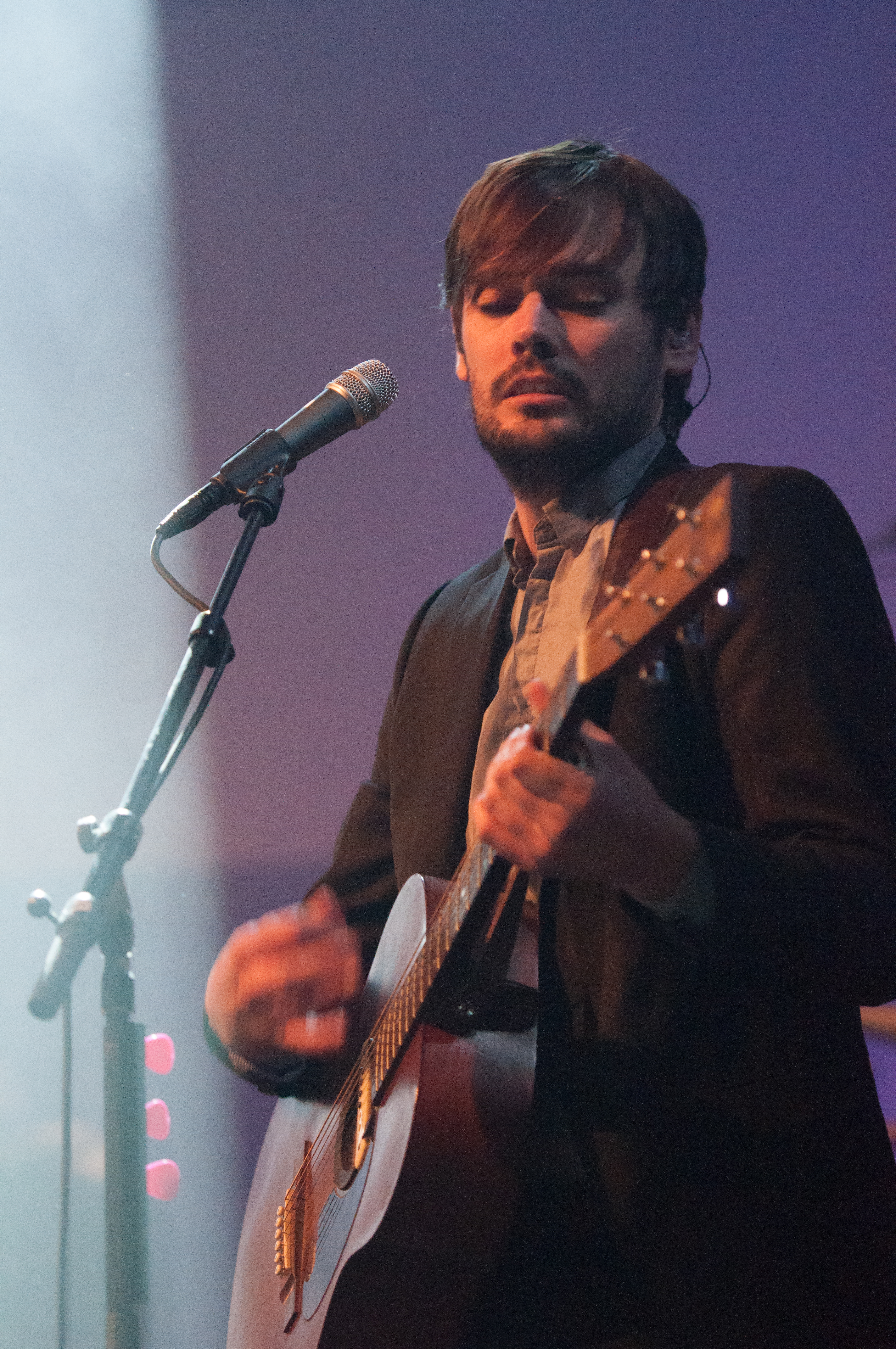
Matthew Irons
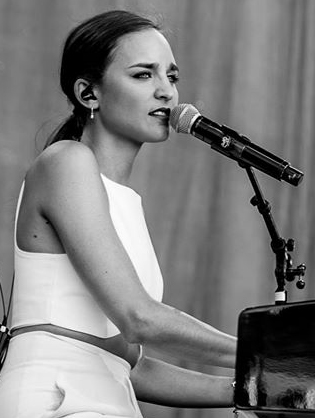
Typh Barrow
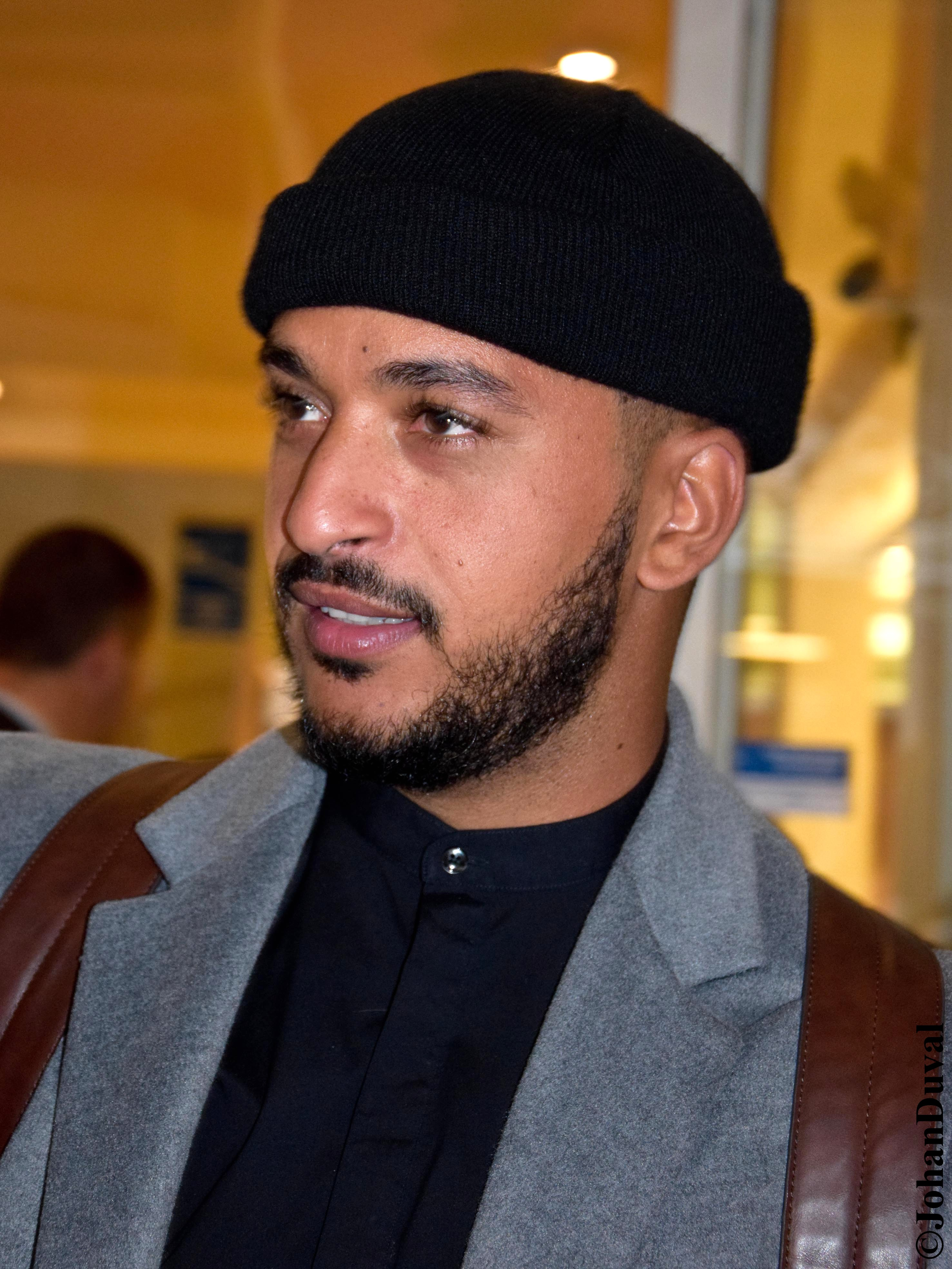
Slimane
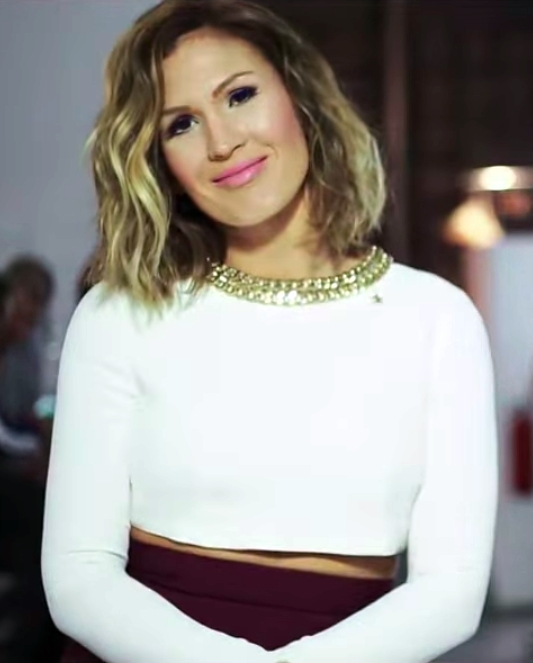
Vitaa

### Candidats
Légende :
|                         |                  | Matthew            | Typh Barrow           | Slimane            | Vitaa               |
| ----------------------- | ---------------- | ------------------ | --------------------- | ------------------ | ------------------- |
| Finalistes              | 1                | Charlotte Foret    | Matteo Terzi          | Guillaume Vermeire | Nicholas Brynin     |
| Eliminés lors des Lives | 2                | Ola Polet          | Iris Hemazro          | Emanuel Ibraim     | Hilario Dos Santos  |
| Eliminés lors des Lives | 3                | Pavel Guershovitch | Cloé Zimmer           | Sophie de Pireux   | Jo-Ann Teope        |
| Eliminés lors des Lives | 4                | Samir Ziatt        | Thomas Alfra          | Juliette Moisan    | Naïm Lallali        |
| Eliminés lors des Lives | 5                | Luna Van den Hauwe | Jérémy Charron        | Alice Spapen       | Camille Poupet      |
| Eliminés lors des Lives | 6                | Youry Tilman       | Jean-Christian Muneza | Arthur Meunier     | Emeline Tout Court  |
| Eliminés lors des Lives | 7                | Amanda Gielen      | Byllel Benyahia       | Zainab Gahmrane    | Max Montagne        |
| Eliminés lors des Lives | 8                | Muriel D'Ailleurs  | Romane Collin         | Maëlle Lepeut      | Baptiste Guidicelli |
| Eliminés lors des Duels |                  |                    |                       |                    |                     |
| 9                       | Sophie Jonniaux  | Maxime Garnier     | Alexandre Galimidi    | Dilan Oszu         |                     |
| 10                      | Jasmine Ouattara | Jo-Ann Teope       | Mehdi Doughnane       | Cloé Zimmer        |                     |
| 11                      | Camille Poupet   | Lucas Lovinfosse   | Muriel D'Ailleurs     | Eloïse Deussen     |                     |
| 12                      | Jean-Marc Ernes  | John Lemoine       | Thomas Alfra          | Louise Ludik       |                     |
| 13                      | Estelle Tilleman | Arthur Meunier     | Malika Mbarki         | Charlotte Berger   |                     |
| 14                      | Maëlle Lepeut    | Mâcha Smets        | Youry Tilman          | Claudiu Blaj       |                     |

NB : Les talents barrés dans l'élimination des Duels et retrouvés dans les Lives en italique sont les talents volés.

## Déroulement

### Auditions à l'aveugle («Blind auditions»)
Les quatre coachs, installés dans des fauteuils tournants, écoutent les candidats, dos tournés à la scène. Chacun d'entre eux doit se choisir douze candidats en écoutant seulement leur voix, s'ils sont séduits, ils devront appuyer sur leur "buzz" et c'est là que le fauteuil se retournera découvrant leur élu. Si plusieurs coachs se retournent, ce sera alors au candidat de choisir son coach.
Le public présent pendant les auditions n'a pas le dos tourné à la scène et un orchestre supporte les candidats. Le « 100 % à l'aveugle » est de retour pour cette édition, ou un grand rideau rouge se dresse sur la scène pour le talent qui le souhaite et le cache du jury et du public.
À noter que pour cette saison, les coachs ont le droit de bloquer un autre coach lors de l'audition d'un talent. Ils n'ont le droit qu'à un seul blocage.

#### Épisode 1
- Diffusion : 8 janvier 2019
- Audience : 422 865 téléspectateurs (27,6 % de part de marché) leader du marché[1], deuxième audience  (La faute RTL-TVI 350 884)

| Ordre | Candidat                | Chanson                                                 | Choix des coachs et des candidats | Choix des coachs et des candidats | Choix des coachs et des candidats | Choix des coachs et des candidats |
| Ordre | Candidat                | Chanson                                                 | Matthew                           | Typh                              | Slimane                           | Vitaa                             |
| ----- | ----------------------- | ------------------------------------------------------- | --------------------------------- | --------------------------------- | --------------------------------- | --------------------------------- |
| 1     | Thomas Alfra            | J'aime regarder les filles - Patrick Coutin             | ✔️                                | ✔️                                | ✔️                                | —                                 |
| 2     | Olivia Stone            | Passionfruit - Drake                                    | —                                 | —                                 | —                                 | —                                 |
| 3     | Naïm Lallali            | For You - Liam Payne feat. Rita Ora                     | —                                 | ✔️                                | ✔️                                | ✔️                                |
| 4     | Pauline Vossaert        | La Grenade - Clara Luciani                              | —                                 | —                                 | —                                 | —                                 |
| 5     | Alexandre Galimidi      | Lovely - Billie Eilish                                  | —                                 | —                                 | ✔️                                | —                                 |
| 6     | Emeline Tout Court      | Ne me quitte pas - Jacques Brel                         | ✔️                                | —                                 | ✔️                                | ✔️                                |
| 7     | Jean-Christian Muneza   | Stand By Me - Ben E. King                               | —                                 | ✔️                                | —                                 | —                                 |
| 8     | Mathias de Vleeschouwer | Found What I've Been Looking For - Tom Grennan          | —                                 | —                                 | —                                 | —                                 |
| 9     | Amanda Gielen           | Make Me Feel (en) - Janelle Monáe                       | ✔️                                | ✔️                                | —                                 | —                                 |
| 10    | Renaud Hamaide          | Ride (en) - Twenty One Pilots                           | —                                 | —                                 | —                                 | —                                 |
| 11    | Charlotte Berger        | At Last - Etta James                                    | —                                 | —                                 | —                                 | ✔️                                |
| 12    | Juliette Moisan         | Blind Pig, issu du film Les Animaux fantastiques - Emmi | ❌                                | ✔️                                | ✔️                                | ✔️                                |

#### Épisode 2
- Diffusion : 15 janvier 2019
- Audience : 439 008 (30.3 % de part de marché)leader du marché[1], deuxième audience  (La faute RTL-TVI 309 884)

| Ordre | Candidat               | Chanson                                      | Choix des coachs et des candidats | Choix des coachs et des candidats | Choix des coachs et des candidats | Choix des coachs et des candidats |
| Ordre | Candidat               | Chanson                                      | Matthew                           | Typh                              | Slimane                           | Vitaa                             |
| ----- | ---------------------- | -------------------------------------------- | --------------------------------- | --------------------------------- | --------------------------------- | --------------------------------- |
| 1     | Mehdi Doughnane        | Say Something - Justin Timberlake            | —                                 | —                                 | ✔️                                | ✔️                                |
| 2     | Vanessa Mercy          | Smells Like Teen Spirit - Nirvana            | —                                 | —                                 | —                                 | —                                 |
| 3     | Max Montagne           | Ego - Willy William                          | —                                 | —                                 | ✔️                                | ✔️                                |
| 4     | Valentin de Brabandere | Elle m'a aimé - Kendji Girac                 | —                                 | —                                 | —                                 | —                                 |
| 5     | Muriel D'Ailleurs      | I Just Want to Make Love to You - Etta James | —                                 | —                                 | ✔️                                | ✔️                                |
| 6     | Maxime Garnier         | Radioactive - Imagine Dragons                | —                                 | ✔️                                | —                                 | —                                 |
| 7     | Hilario Dos Santos     | One Kiss - Calvin Harris & Dua Lipa          | —                                 | —                                 | ❌                                | ✔️                                |
| 8     | Sebastian Hype         | Use Somebody - Kings of Leon                 | —                                 | —                                 | —                                 | —                                 |
| 9     | Sophie Jonniaux        | Society - Jerry Hannan                       | ✔️                                | —                                 | —                                 | —                                 |
| 10    | Byllel Benyahia        | Make It Rain - Foy Vance                     | —                                 | ✔️                                | ✔️                                | ✔️                                |
| 11    | Tatiana Deriouguina    | Daddy Lessons - Beyonce feat. Dixie Chicks   | —                                 | —                                 | —                                 | —                                 |
| 12    | Eloïse Deussen         | Les Moulins de mon cœur - Michel Legrand     | —                                 | —                                 | —                                 | ✔️                                |
| 13    | Pavel Guershovitch     | Cream - Prince                               | ✔️                                | ✔️                                | ✔️                                | ✔️                                |

#### Épisode 3
- Diffusion : 22 janvier 2019
- Audience : 475 250 (31.0 % de part de marché)leader du marché[1], deuxième audience  (Fiston RTL-TVI 308 754)

| Ordre | Candidat        | Chanson                                          | Choix des coachs et des candidats | Choix des coachs et des candidats | Choix des coachs et des candidats | Choix des coachs et des candidats |
| Ordre | Candidat        | Chanson                                          | Matthew                           | Typh                              | Slimane                           | Vitaa                             |
| ----- | --------------- | ------------------------------------------------ | --------------------------------- | --------------------------------- | --------------------------------- | --------------------------------- |
| 1     | Alice Spapen    | L'amour en solitaire - Juliette Armanet          | ✔️                                | ✔️                                | ✔️                                | ✔️                                |
| 2     | Jean-Marc Ernes | Ça me vexe - Mademoiselle K                      | ✔️                                | —                                 | ✔️                                | —                                 |
| 3     | Iris Hemazro    | Take Me to Church - Hozier                       | —                                 | ✔️                                | —                                 | —                                 |
| 4     | Léonor Bailleul | Malade - Alice on the Roof                       | —                                 | —                                 | —                                 | —                                 |
| 5     | Claudiu Blaj    | Feeling Good - Michael Bublé                     | —                                 | —                                 | —                                 | ✔️                                |
| 6     | Matteo Terzi    | Let Her Go - Passenger                           | ✔️                                | ✔️                                | ✔️                                | ✔️                                |
| 7     | Dilan Oszu      | Tous les garçons et les filles - Françoise Hardy | —                                 | —                                 | —                                 | ✔️                                |
| 8     | Antoine Orban   | Slow Hands - Niall Horan                         | —                                 | —                                 | —                                 | —                                 |
| 9     | Alice Smeets    | Kid - Eddy de Pretto                             | —                                 | —                                 | —                                 | —                                 |
| 10    | Malika Mbarki   | 1, 2, 3 - Sofía Reyes                            | —                                 | —                                 | ✔️                                | —                                 |
| 11    | Eric Jetner     | There's Nothing Holdin' Me Back - Shawn Mendes   | —                                 | —                                 | —                                 | —                                 |
| 12    | Camille Poupet  | Mambo n°5 - Lou Bega                             | ✔️                                | —                                 | —                                 | ✔️                                |

#### Épisode 4
- Diffusion : 29 janvier 2019
- Audience : 433 290 (27.9 % de part de marché)leader du marché[1], deuxième audience  (Les profs 2 RTL-TVI 370 633 )

| Ordre | Candidat           | Chanson                              | Choix des coachs et des candidats | Choix des coachs et des candidats | Choix des coachs et des candidats | Choix des coachs et des candidats |
| Ordre | Candidat           | Chanson                              | Matthew                           | Typh                              | Slimane                           | Vitaa                             |
| ----- | ------------------ | ------------------------------------ | --------------------------------- | --------------------------------- | --------------------------------- | --------------------------------- |
| 1     | Arthur Meunier     | Send Me on My Way - Rusted Root      | —                                 | ✔️                                | —                                 | —                                 |
| 2     | Ophélie Verhoeven  | Un autre monde - Téléphone           | —                                 | —                                 | —                                 | —                                 |
| 3     | Jo-Ann Teope       | Stone Cold - Demi Lovato             | —                                 | ✔️                                | —                                 | ✔️                                |
| 4     | Angelo Grisafi     | Skin - Rag'n'Bone Man                | —                                 | —                                 | —                                 | —                                 |
| 5     | Charlotte Foret    | New Born - Muse                      | ✔️                                | ✔️                                | ✔️                                | ✔️                                |
| 6     | Emanuel Ibraim     | S'il suffisait d’aimer - Céline Dion | ✔️                                | ✔️                                | ✔️                                | ✔️                                |
| 7     | Véronique Frères   | Lights - Ellie Goulding              | —                                 | —                                 | —                                 | —                                 |
| 8     | Estelle Tilleman   | Renegades - X Ambassadors            | ✔️                                | —                                 | —                                 | —                                 |
| 9     | Cloé Zimmer        | Les Yeux de ma mère - Arno           | —                                 | —                                 | —                                 | ✔️                                |
| 10    | Ola Polet          | Happier - Ed Sheeran                 | ✔️                                | ✔️                                | ✔️                                | ✔️                                |
| 11    | Juliette Malard    | Heavy Cross - Gossip                 | —                                 | —                                 | —                                 | —                                 |
| 12    | Guillaume Vermeire | Wicked Game - Chris Isaak            | —                                 | ✔️                                | ✔️                                | ✔️                                |

#### Épisode 5
- Diffusion : 5 février 2019
- Audience : 469 587 (30.8 % de part de marché)leader du marché[1], deuxième audience  (Lucy RTL-TVI 395 995 )

| Ordre | Candidat             | Chanson                                       | Choix des coachs et des candidats | Choix des coachs et des candidats | Choix des coachs et des candidats | Choix des coachs et des candidats |
| Ordre | Candidat             | Chanson                                       | Matthew                           | Typh                              | Slimane                           | Vitaa                             |
| ----- | -------------------- | --------------------------------------------- | --------------------------------- | --------------------------------- | --------------------------------- | --------------------------------- |
| 1     | Jade et Naïa Franche | Tu es mon autre - Maurane et Lara Fabian      | —                                 | —                                 | —                                 | —                                 |
| 2     | Lucas Lovinfosse     | Home Again - Michael Kiwanuka                 | —                                 | ✔️                                | —                                 | —                                 |
| 3     | Maëlle Lepeut        | Toxic - Britney Spears                        | ✔️                                | —                                 | ✔️                                | ✔️                                |
| 4     | Jonathan Pulichino   | Feels - Calvin Harris feat. Pharrell Williams | —                                 | —                                 | —                                 | —                                 |
| 5     | Jasmine Ouattara     | Jardin d'hiver - Henri Salvador               | ✔️                                | —                                 | —                                 | —                                 |
| 6     | Nicholas Brynin      | Gravel Pit - Wu-Tang Clan                     | ❌                                | ✔️                                | —                                 | ✔️                                |
| 7     | Virginie Boland      | Simply the Best - Tina Turner                 | —                                 | —                                 | —                                 | —                                 |
| 8     | John Lemoine         | Whole Lotta Love - Led Zeppelin               | —                                 | ✔️                                | —                                 | —                                 |
| 9     | Luna Van den Hauwe   | The Sound of Silence - Simon & Garfunkel      | ✔️                                | ✔️                                | —                                 | ✔️                                |
| 10    | Diana Dobrescu       | La Javanaise - Serge Gainsbourg               | —                                 | —                                 | —                                 | —                                 |
| 11    | Romane Collin        | Powerful - Major Lazer feat. Ellie Goulding   | ✔️                                | ✔️                                | —                                 | —                                 |
| 12    | Sophie de Pireux     | Dis, quand reviendras-tu ? - Barbara          | —                                 | ✔️                                | ✔️                                | —                                 |

#### Épisode 6
- Diffusion : 12 février 2019
- Audience : 403 528 (26. % de part de marché)leader du marché, deuxième audience ( Foot : Manchester United / Psg CLUB RTL)

|         | Candidat            | Chanson                                         | Choix des coachs et des candidats | Choix des coachs et des candidats | Choix des coachs et des candidats | Choix des coachs et des candidats |
| Matthew | Candidat            | Chanson                                         | Typh                              | Slimane                           | Vitaa                             |                                   |
| ------- | ------------------- | ----------------------------------------------- | --------------------------------- | --------------------------------- | --------------------------------- | --------------------------------- |
| 1       | Samir Ziatt         | (Sittin' on) The Dock of the Bay - Otis Redding | ✔️                                | ✔️                                | —                                 | —                                 |
| 2       | Louise Ludik        | Scars to Your Beautiful - Alessia Cara          | Équipe complète                   | —                                 | —                                 | ✔️                                |
| 3       | Ladouce Ishimwe     | Tears in Heaven - Eric Clapton                  | Équipe complète                   | —                                 | —                                 | —                                 |
| 4       | Sylvain Grosset     | Domino - Jessie J                               | Équipe complète                   | —                                 | —                                 | —                                 |
| 5       | Zainab Gahmrane     | Riverside - Agnes Obel                          | Équipe complète                   | —                                 | ✔️                                | —                                 |
| 6       | Youry Tilman        | Riche - Claudio Capéo                           | Équipe complète                   | —                                 | ✔️                                | —                                 |
| 7       | Baptiste Guidicelli | It's a Man's Man's Man's World - James Brown    | Équipe complète                   | ✔️                                | Équipe complète                   | ✔️                                |
| 8       | Jade Taton          | Ghost - Ella Henderson                          | Équipe complète                   | —                                 | Équipe complète                   | Équipe complète                   |
| 9       | Jérémy Charron      | Say Something - Christina Aguilera              | Équipe complète                   | ✔️                                | Équipe complète                   | Équipe complète                   |
| 10      | Léopold Mustin      | Bécane - Lomepal                                | Équipe complète                   | —                                 | Équipe complète                   | Équipe complète                   |
| 11      | Mâcha Smets         | I Want You Back - Jackson 5                     | Équipe complète                   | ✔️                                | Équipe complète                   | Équipe complète                   |

### Les duels
Après les blinds auditions, 51 talents s’affronteront lors des duels. Lors de ces derniers, les coachs pourront voler des talents à l'infini ! Mais attention, ils ne pourront, à l'issue des Duels n'en garder que deux. À chaque nouveau "vol" supplémentaire, ils devront éliminer l'un des deux talents qu'ils avaient déjà volés auparavant.
| Légende | Le talent qui a remporté son duel sur décision de son coach | Le talent qui a perdu son duel est "volé" par un autre coach, mais est éliminé par la suite | Le talent qui a perdu son duel, est "volé" par un autre coach et conservé pour les lives | Le talent perd son duel et n'est pas repêché |

#### Épisode 7
- Diffusion : 19 février 2019
- Audience

| Ordre | Coach   | Chanson                                        | Talent                | Talent(s)        | Choix des coachs et des candidats | Choix des coachs et des candidats | Choix des coachs et des candidats | Choix des coachs et des candidats |
| Ordre | Coach   | Chanson                                        | Talent                | Talent(s)        | Matthew                           | Typh                              | Slimane                           | Vitaa                             |
| ----- | ------- | ---------------------------------------------- | --------------------- | ---------------- | --------------------------------- | --------------------------------- | --------------------------------- | --------------------------------- |
| 1     | Vitaa   | Numb/Encore - Linkin Park feat. Jay-Z          | Nicholas Brynin       | Claudiu Blaj     | —                                 | —                                 | —                                 | NC                                |
| 2     | Matthew | Youngblood - 5 Seconds of Summer               | Luna Van den Hauwe    | Maëlle Lepeut    | NC                                | —                                 | ✔️                                | —                                 |
| 3     | Typh    | Your Song - Elton John (version de Billy Paul) | Jean-Christian Muneza | Mâcha Smets      | —                                 | NC                                | —                                 | —                                 |
| 4     | Slimane | Allô maman bobo - Alain Souchon                | Emanuel Ibraim        | Youry Tilman     | ✔️                                | —                                 | NC                                | —                                 |
| 5     | Vitaa   | Cheap Thrills - Sia feat. Sean Paul            | Naïm Lallali          | Charlotte Berger | —                                 | —                                 | —                                 | NC                                |
| 6     | Matthew | Let It Go – James Bay                          | Ola Polet             | Estelle Tilleman | NC                                | —                                 | —                                 | ✔️                                |

#### Épisode 8
- Diffusion : 26 février 2019
- Audience :

| Ordre | Coach   | Chanson                                 | Talent             | Talent(s)       | Choix des coachs et des candidats | Choix des coachs et des candidats | Choix des coachs et des candidats | Choix des coachs et des candidats |
| Ordre | Coach   | Chanson                                 | Talent             | Talent(s)       | Matthew                           | Typh                              | Slimane                           | Vitaa                             |
| ----- | ------- | --------------------------------------- | ------------------ | --------------- | --------------------------------- | --------------------------------- | --------------------------------- | --------------------------------- |
| 1     | Typh    | I See Fire - Ed Sheeran                 | Matteo Terzi       | Arthur Meunier  | —                                 | NC                                | ✔️                                | —                                 |
| 2     | Slimane | La nuit - L.E.J                         | Alice Spapen       | Malika Mbarki   | —                                 | —                                 | NC                                | —                                 |
| 3     | Vitaa   | Feel It Steel - Portugal. The Man       | Hilario Dos Santos | Louise Ludik    | —                                 | —                                 | —                                 | NC                                |
| 4     | Typh    | Sing of the Times - Harry Styles        | Jérémy Charron     | John Lemoine    | —                                 | NC                                | —                                 | —                                 |
| 5     | Slimane | Paris-Seychelles - Julien Doré          | Zainab Gahmrane    | Thomas Alfra    | —                                 | ✔️                                | NC                                | ——                                |
| 6     | Matthew | Dusty Men – Charlie Winston feat. Saule | Pavel Guershovitch | Jean-Marc Ernes | NC                                | —                                 | —                                 | —                                 |

#### Épisode 9
- Diffusion : 5 mars 2019
- Audience :

| Ordre | Coach   | Chanson                               | Talent              | Talent(s)         | Choix des coachs et des candidats | Choix des coachs et des candidats | Choix des coachs et des candidats | Choix des coachs et des candidats |
| Ordre | Coach   | Chanson                               | Talent              | Talent(s)         | Matthew                           | Typh                              | Slimane                           | Vitaa                             |
| ----- | ------- | ------------------------------------- | ------------------- | ----------------- | --------------------------------- | --------------------------------- | --------------------------------- | --------------------------------- |
| 1     | Slimane | Soon We'll Be Found - Sia             | Juliette Moisan     | Muriel D'Ailleurs | ✔️                                | ✔️                                | NC                                | ✔️                                |
| 2     | Typh    | Le Chant des sirènes - Fréro Delavega | Byllel Benyahia     | Lucas Lovinfosse  | —                                 | NC                                | —                                 | —                                 |
| 3     | Matthew | Give It Away - Red Hot Chili Peppers  | Samir Ziatt         | Camille Poupet    | NC                                | —                                 | —                                 | ✔️                                |
| 4     | Vitaa   | Aïcha - Khaled                        | Baptiste Guidicelli | Eloïse Deussen    | —                                 | —                                 | —                                 | NC                                |
| 5     | Slimane | Dirty Diana - Michael Jackson         | Guillaume Vermeire  | Mehdi Doughnane   | —                                 | —                                 | NC                                | —                                 |
| 6     | Typh    | Mercy – Shawn Mendes                  | Iris Hemazro        | Jo-Ann Teope      | —                                 | NC                                | —                                 | ✔️                                |

#### Épisode 10
- Diffusion : 12 mars 2019
- Audience :

| Ordre | Coach       | Chanson                            | Talent             | Talent(s)          | Choix des coachs et des candidats | Choix des coachs et des candidats | Choix des coachs et des candidats | Choix des coachs et des candidats |
| Ordre | Coach       | Chanson                            | Talent             | Talent(s)          | Matthew                           | Typh                              | Slimane                           | Vitaa                             |
| ----- | ----------- | ---------------------------------- | ------------------ | ------------------ | --------------------------------- | --------------------------------- | --------------------------------- | --------------------------------- |
| 1     | Matthew     | Thriller - Michael Jackson         | Amanda Gielen      | Jasmine Ouattara   | NC                                | —                                 | —                                 | —                                 |
| 2     | Vitaa       | Dommage - Bigflo & Oli             | Emeline Tout Court | Cloé Zimmer        | —                                 | ✔️                                | —                                 | NC                                |
| 3     | Slimane     | Tu m'oublieras - Larusso           | Sophie de Pireux   | Alexandre Galimidi | —                                 | —                                 | NC                                | —                                 |
| 4     | Typh Barrow | All I Want - Kodaline              | Romane Collin      | Maxime Garnier     | —                                 | —                                 | —                                 | NC                                |
| 5     | Matthew     | Glory Box - Portishead             | Charlotte Foret    | Sophie Jonniaux    | NC                                | —                                 | —                                 | —                                 |
| 6     | Vitaa       | Laissez-les kouma - Zaho feat. MHD | Max Montagne       | Dilan Oszu         | —                                 | —                                 | —                                 | NC                                |

#### Équipes pour les lives
| Coachs | Coachs                | Coachs                | Coachs             | Coachs              |
| n°     | Matthew               | Typh                  | Slimane            | Vitaa               |
| ------ | --------------------- | --------------------- | ------------------ | ------------------- |
| 1      | Luna van Den Hauwe    | Jean-Christian Muneza | Emanuel Ibraim     | Nicholas Brynin     |
| 2      | Ola Polet             | Matteo Terzi          | Alice Spapen       | Naïm Lallali        |
| 3      | Pavel Guershovitch    | Jérémy Charron        | Zainab Gahmrane    | Hilario Dos Santos  |
| 4      | Samir Ziatt           | Byllel Benyahia       | Juliette Moisan    | Baptiste Guidicelli |
| 5      | Amanda Gielen         | Iris Hemazro          | Guillaume Vermeire | Emeline Tout Court  |
| 6      | Charlotte Foret       | Romane Collin         | Sophie de Pireux   | Max Montagne        |
| 7      | Youry Tilman (S)      | Thomas Alfra (S)      | Maëlle Lepeut (M)  | Jo-Ann Teope (T)    |
| 8      | Muriel D'Ailleurs (S) | Cloé Zimmer (V)       | Arthur Meunier (T) | Camille Poupet (M)  |

### Les Lives

#### Épisode 11
- Diffusion : 19 mars 2019
- Audience :
- Règles : Sur scène, les talents de toutes les équipes. Lors de ces deux premiers directs, Matthew Irons, Slimane, Vitaa et BJ Scott présenteront chacun 4 talents (dont 1 talent volé). 4 talents de chaque équipe prestent chacun à leur tour. Les votes pour une équipe sont valables pendant le passage d'une équipe. Le public offrira au meilleur talent de chaque équipe une place assurée pour le Live suivant. Le sort des 3 autres sera remis entre les mains de leur coach. Le meilleur restera, et tout sera fini pour les 2 autres.

| Ordre                                       | Talent              | Équipe        | Chanson                                                     |
| ------------------------------------------- | ------------------- | ------------- | ----------------------------------------------------------- |
| Les coachs : La pluie de Stromae et Orelsan |                     |               |                                                             |
| 1                                           | Charlotte Foret     | Matthew Irons | The Show Must Go On - Queen                                 |
| 2                                           | Pavel Guershovitch  | Matthew Irons | La bonne étoile - Matthieu Chedid                           |
| 3                                           | Amanda Gielen       | Matthew Irons | Let Me Blow Ya Mind - Eve feat. Gwen Stefani                |
| 4                                           | Muriel d'Ailleurs   | Matthew Irons | Mon frère - Maxime Le Forestier                             |
|                                             |                     |               |                                                             |
| 5                                           | Thomas Alfra        | Typh Barrow   | Mes copines - Aya Nakamura                                  |
| 6                                           | Romane Collin       | Typh Barrow   | Freedom - Anthony Hamilton                                  |
| 7                                           | Byllel Benyahia     | Typh Barrow   | Ave Cesaria - Stromae                                       |
| 8                                           | Iris Hemazro        | Typh Barrow   | I'd Rather Go Blind - Etta James                            |
|                                             |                     |               |                                                             |
| 9                                           | Emanuel Ibraim      | Slimane       | Le Monde est stone - Starmania                              |
| 10                                          | Sophie de Pireux    | Slimane       | Étienne - Guesch Patti                                      |
| 11                                          | Zainab Gahmrane     | Slimane       | Mashup de Oceans de Hillsong United et Kifal Inta de Fairuz |
| 12                                          | Maëlle Lepeut       | Slimane       | L'Homme à la moto - Edith Piaf                              |
|                                             |                     |               |                                                             |
| 13                                          | Jo-Ann Teope        | Vitaa         | Alive - Sia                                                 |
| 14                                          | Naïm Lallali        | Vitaa         | Si seulement je pouvais lui manquer - Calogero              |
| 15                                          | Max Montagne        | Vitaa         | Tout oublier - Angèle feat. Roméo Elvis                     |
| 16                                          | Baptiste Guidicelli | Vitaa         | Les yeux de la mama - Kendji Girac                          |

| Légende | Le candidat est sauvé par les téléspectateurs, en priorité (le plus grand nombre de votes) | Le candidat est sauvé par le coach | Les candidats ne sont pas sauvés par le coach |

| Equipe        | Sauvé par le + de votes | Sauvé par son coach | Talent exclu    | Talent exclu        |
| ------------- | ----------------------- | ------------------- | --------------- | ------------------- |
| Matthew Irons | Charlotte Foret         | Pavel Guershovitch  | Amanda Gielen   | Muriel d'Ailleurs   |
| Typh Barrow   | Iris Hemazro            | Thomas Alfra        | Romane Collin   | Byllel Benyahia     |
| Slimane       | Sophie de Pireux        | Emanuel Ibraim      | Zainab Gahmrane | Maëlle Lepeut       |
| Vitaa         | Jo-Ann Teope            | Naïm Lallali        | Max Montagne    | Baptiste Guidicelli |

#### Épisode 12
- Diffusion : 26 mars 2019
- Audience :
- Invités : Bigflo & Oli
- Règles : Sur scène, les talents de toutes les équipes. Lors de ces deux premiers directs, Matthew Irons, Slimane, Vitaa et Typh Barrow présenteront chacun 4 talents (dont 1 talent volé). 4 talents de chaque équipe prestent chacun à leur tour. Les votes pour une équipe sont valables pendant le passage d'une équipe. Le public offrira au meilleur talent de chaque équipe une place assurée pour le Live suivant. Le sort des 3 autres sera remis entre les mains de leur coach. Le meilleur restera, et tout sera fini pour les 2 autres.

| Ordre                                   | Talent                | Équipe        | Chanson                                                            |
| --------------------------------------- | --------------------- | ------------- | ------------------------------------------------------------------ |
| Bigflo & Oli et les talents : Plus tard |                       |               |                                                                    |
| 1                                       | Nicholas Brynin       | Vitaa         | Mix de Ni**as in Paris de Jay-Z et Kanye West et Basique d'Orelsan |
| 2                                       | Hilario Dos Santos    | Vitaa         | La différence - Lara Fabian                                        |
| 3                                       | Camille Poupet        | Vitaa         | Je danse le mia - IAM                                              |
| 4                                       | Emeline Tout Court    | Vitaa         | L'Homme pressé - Noir Désir                                        |
|                                         |                       |               |                                                                    |
| 5                                       | Juliette Moisan       | Slimane       | Si j'étais moi - Zazie                                             |
| 6                                       | Guillaume Vermeire    | Slimane       | Always on My Mind - Elvis Presley                                  |
| 7                                       | Alice Spapen          | Slimane       | Drôle d'époque - Clara Luciani                                     |
| 8                                       | Arthur Meunier        | Slimane       | Machistador - Matthieu Chédid                                      |
| Bigflo & Oli - Sur la Lune              |                       |               |                                                                    |
| 9                                       | Ola Polet             | Matthew Irons | Lost in Japan - Shawn Mendes                                       |
| 10                                      | Samir Ziatt           | Matthew Irons | La Bohème - Charles Aznavour                                       |
| 11                                      | Luna Van den Hauwe    | Matthew Irons | Back to Black - Oscar and the Wolf                                 |
| 12                                      | Youry Tilman          | Matthew Irons | Cool - Kendji Girac                                                |
|                                         |                       |               |                                                                    |
| 13                                      | Matteo Terzi          | Typh Barrow   | Jeune et Con - Damien Saez                                         |
| 14                                      | Cloé Zimmer           | Typh Barrow   | Dancing On My Own - Calum Scott                                    |
| 15                                      | Jérémy Charron        | Typh Barrow   | Tu n'es plus là - Amel Bent                                        |
| 16                                      | Jean-Christian Muneza | Typh Barrow   | Django - Dadju                                                     |

| Equipe        | Sauvé par le + de votes | Sauvé par son coach | Talent exclu       | Talent exclu          |
| ------------- | ----------------------- | ------------------- | ------------------ | --------------------- |
| Matthew Irons | Ola Polet               | Samir Ziatt         | Luna Van den Hauwe | Youry Tilman          |
| Typh Barrow   | Matteo Terzi            | Cloé Zimmer         | Jérémy Charron     | Jean-Christian Muneza |
| Slimane       | Guillaume Vermeire      | Juliette Moisan     | Alice Spapen       | Arthur Meunier        |
| Vitaa         | Hilario Dos Santos      | Nicholas Brynin     | Camille Poupet     | Emeline Tout Court    |

#### Épisode 13
- Diffusion : 2 avril 2019
- Audience :
- Invités : Claudio Capéo, Salvatore Adamo et Eddy Ape
- Règles : Les 4 talents de chaque équipe qui ont passé l'étape du 1er live sont de retour pour ce 3ème live. Ils interprèteront chacun une chanson et, à l'issue des prestations des quatre talents de chaque groupe, 2 talents seront sauvés par le public et un par son coach. Le quatrième sera éliminé de l'aventure.

| Ordre                                                   | Talent             | Équipe        | Chanson                                  |
| ------------------------------------------------------- | ------------------ | ------------- | ---------------------------------------- |
| Claudio Capéo & les talents : Dieu me pardonne          |                    |               |                                          |
| 1                                                       | Guillaume Vermeire | Slimane       | Un homme heureux - William Sheller       |
| 2                                                       | Juliette Moisan    | Slimane       | Babe I'm Gonna Leave You - Led Zeppelin  |
| 3                                                       | Emanuel Ibraim     | Slimane       | Promises - Calvin Harris feat. Sam Smith |
| 4                                                       | Sophie de Pireux   | Slimane       | La chanson de Prévert - Serge Gainsbourg |
| Salvatore Adamo et Eddy Ape : Les Filles du Bord de Mer |                    |               |                                          |
| 5                                                       | Hilario Dos Santos | Vitaa         | Show Me Love - Robin S                   |
| 6                                                       | Jo-Ann Teope       | Vitaa         | Shotgun - George Ezra                    |
| 7                                                       | Nicholas Brynin    | Vitaa         | Lose Yourself - Eminem                   |
| 8                                                       | Naïm Lallali       | Vitaa         | Rue de la Paix - Zazie                   |
| Claudio Capéo : Ta Main                                 |                    |               |                                          |
|                                                         |                    |               |                                          |
| 9                                                       | Iris Hemazro       | Typh Barrow   | Freedom - Beyoncé                        |
| 10                                                      | Matteo Terzi       | Typh Barrow   | I Will Wait - Mumford and Sons           |
| 11                                                      | Cloé Zimmer        | Typh Barrow   | Ain't Nobody - Jasmine Thompson          |
| 12                                                      | Thomas Alfra       | Typh Barrow   | La Banane - Philippe Katerine            |
|                                                         |                    |               |                                          |
| 13                                                      | Samir Ziatt        | Matthew Irons | Lonely Boy - The Black Keys              |
| 14                                                      | Ola Polet          | Matthew Irons | Yesterday - The Beatles                  |
| 15                                                      | Charlotte Foret    | Matthew Irons | Shallow - Bradley Cooper et Lady Gaga    |
| 16                                                      | Pavel Guershovitch | Matthew Irons | If I Ain't Got You - Alicia Keys         |

| Légende | Le candidat est sauvé par les téléspectateurs, en priorité (le plus grand nombre de votes) | Le candidat est sauvé par le coach | Les candidats ne sont pas sauvés par le coach |

| Equipe        | Sauvé par le + de votes (1er) | Sauvé par le + de votes (2ème) | Sauvé par son coach | Talent exclu    |
| ------------- | ----------------------------- | ------------------------------ | ------------------- | --------------- |
| Matthew Irons | Charlotte Foret               | Ola Polet                      | Pavel Guershovitch  | Samir Ziatt     |
| Typh Barrow   | Matteo Terzi                  | Cloé Zimmer                    | Iris Hemazro        | Thomas Alfra    |
| Slimane       | Guillaume Vermeire            | Sophie de Pireux               | Emanuel Ibraim      | Juliette Moisan |
| Vitaa         | Jo-Ann Teope                  | Hilario Dos Santos             | Nicholas Brynin     | Naïm Lallali    |

#### Épisode 14
- Diffusion : 9 avril 2019
- Audience :
- Invités : Mustii et Jérémy Frérot
- Règles : Les 3 talents restants de chaque équipe sont de retour pour ce 4ème live. Ils interprèteront chacun une chanson et, à l'issue des prestations des quatre talents de chaque groupe, 1 talent sera sauvé par le public et un par son coach. Le dernier sera éliminé de l'aventure.

| Ordre                                                       | Talent             | Équipe        | Chanson                                                                  |
| ----------------------------------------------------------- | ------------------ | ------------- | ------------------------------------------------------------------------ |
| Jérémy Frérot, Jo-Ann Teope & Sophie de Pireux : Ton visage |                    |               |                                                                          |
| Typh Barrow et ses talents : Replace                        |                    |               |                                                                          |
| 1                                                           | Iris Hemazro       | Typh Barrow   | Love on the Brain - Rihanna                                              |
| 2                                                           | Cloé Zimmer        | Typh Barrow   | Rather Be - Clean Bandit feat. Jess Glynne                               |
| 3                                                           | Matteo Terzi       | Typh Barrow   | Perfect - Ed Sheeran                                                     |
| Puggy et les talents de Matthew : Lonely Town               |                    |               |                                                                          |
| 4                                                           | Ola Polet          | Matthew Irons | Can't Hold Us - Macklemore feat. Ryan Lewis                              |
| 5                                                           | Pavel Guershovitch | Matthew Irons | No Roots - Alice Merton                                                  |
| 6                                                           | Charlotte Foret    | Matthew Irons | Fête de trop - Eddy de Pretto                                            |
| Mustii, Nicholas Brynin et Guillaume Vermeire : What a day  |                    |               |                                                                          |
| 7                                                           | Hilario Dos Santos | Vitaa         | When We Were Young - Adele                                               |
| 8                                                           | Nicholas Brynin    | Vitaa         | Everybody (Backstreet's Back) - Backstreet Boys                          |
| 9                                                           | Jo-Ann Teope       | Vitaa         | Je m'en vais - Vianney                                                   |
| Jérémy Frérot - Tu donnes                                   |                    |               |                                                                          |
| 10                                                          | Emanuel Ibraim     | Slimane       | Never Enough - Loren Allred, issue de la BO du film The Greatest Showman |
| 11                                                          | Guillaume Vermeire | Slimane       | The Thrill Is Gone - B.B. King                                           |
| 12                                                          | Sophie de Pireux   | Slimane       | Figures - Jessie Reyez                                                   |

| Légende | Le candidat est sauvé par les téléspectateurs, en priorité (le plus grand nombre de votes) | Le candidat est sauvé par le coach | Les candidats n'est pas sauvé par le coach |

| Equipe        | Sauvé par le + de votes | Sauvé par son coach | Talent exclu       |
| ------------- | ----------------------- | ------------------- | ------------------ |
| Matthew Irons | Charlotte Foret         | Ola Polet           | Pavel Guershovitch |
| Typh Barrow   | Matteo Terzi            | Iris Hemazro        | Cloé Zimmer        |
| Slimane       | Guillaume Vermeire      | Emanuel Ibraim      | Sophie de Pireux   |
| Vitaa         | Hilario Dos Santos      | Nicholas Brynin     | Jo-Ann Teope       |

#### Épisode 15 - Demi-finale
- Diffusion : 16 avril 2019
- Audience :
- Invités : M. Pokora, Valentine Brognion et Eliot
- Règles : Pour chaque équipe, le coach répartit tout d'abord 100 points entre ses deux talents (avec interdiction de faire 50/50). Ensuite, les pourcentages de votes du public sont ajoutés pour déterminer les finalistes sur un total de 200 points par équipe.

| Ordre                                                          | Talent             | Équipe        | Chanson                                                          |
| -------------------------------------------------------------- | ------------------ | ------------- | ---------------------------------------------------------------- |
| Les Planètes - M. Pokora , Charlotte Foret                     |                    |               |                                                                  |
| 1                                                              | Nicholas Brynin    | Vitaa         | Jump - Kris Kross                                                |
| 2                                                              | Matteo Terzi       | Typh Barrow   | Spirit Bird - Xavier Rudd                                        |
| Je te le donne - Vitaa , Nicholas Brynin et Hilario Dos Santos |                    |               |                                                                  |
| 3                                                              | Emanuel Ibraim     | Slimane       | La Chanson des Vieux Amants - Jacques Brel                       |
| Sans Disparaître - Valentine                                   |                    |               |                                                                  |
| 4                                                              | Iris Hemazro       | Typh Barrow   | Jealous - Labrinth                                               |
| Wake Up - Eliot                                                |                    |               |                                                                  |
| 5                                                              | Ola Polet          | Matthew Irons | Les feuilles mortes - Yves Montand                               |
| 6                                                              | Hilario Dos Santos | Vitaa         | Roar - Katy Perry                                                |
| Nous Deux - Slimane , Emanuel Ibraim et Guillaume Vermeire     |                    |               |                                                                  |
| 7                                                              | Charlotte Foret    | Matthew Irons | Calling You - Jevetta Steele, issue de la BO du film Bagdad Café |
| 8                                                              | Guillaume Vermeire | Slimane       | Another Love - Tom Odell                                         |
| Ouh na na - M. Pokora                                          |                    |               |                                                                  |

Tableau des résultats : 
| Équipe        | Talent finaliste   | Résultat Coach /100 | Résultat Public /100 | Total /200 | Talent exclu       | Résultat Coach /100 | Résultat Public /100 | Total /200 |
| ------------- | ------------------ | ------------------- | -------------------- | ---------- | ------------------ | ------------------- | -------------------- | ---------- |
| Vitaa         | Nicholas Brynin    | 60                  | 44                   | 104        | Hilario Dos Santos | 40                  | 56                   | 96         |
| Typh Barrow   | Matteo Terzi       | 55                  | 68                   | 123        | Iris Hemazro       | 45                  | 32                   | 77         |
| Slimane       | Guillaume Vermeire | 55                  | 67                   | 122        | Emanuel Ibraim     | 45                  | 33                   | 78         |
| Matthew Irons | Charlotte Foret    | 55                  | 64                   | 119        | Ola Polet          | 45                  | 36                   | 81         |

#### Épisode 16 - Finale
- Diffusion : 23 avril 2019
- Audience :
- Invités : Jenifer, Loïc Nottet et Pascal Obispo
- Règles : À ce stade, il ne reste plus qu'un talent par coach. Chaque candidat interprétera cette fois deux titres: un duo avec son coach et une nouvelle « cover ». Les talents seront départagés par le vote des téléspectateurs. À la suite des premières chansons, deux candidats seront éliminés définitivement de la compétition. Alors, les deux restants réinterpréterons leur meilleure prestation de la saison, avant de déterminer le gagnant, toujours par le vote des téléspectateurs.

| Ordre                                              | Talent                                                        | Équipe                                                        | Chanson                                                       |
| -------------------------------------------------- | ------------------------------------------------------------- | ------------------------------------------------------------- | ------------------------------------------------------------- |
| 1                                                  | Les Talents : 1999 - Prince                                   | Les Talents : 1999 - Prince                                   | Les Talents : 1999 - Prince                                   |
| 2                                                  | Guillaume Vermeire                                            | Slimane                                                       | Impossible - James Arthur                                     |
| 3                                                  | Nicholas Brynin et Vitaa                                      | Nicholas Brynin et Vitaa                                      | Bonnie and Clyde - Beyoncé feat. Jay-Z                        |
| 4                                                  | Charlotte Foret                                               | Matthew Irons                                                 | Bodak Yellow - Cardi B                                        |
| 5                                                  | Matteo Terzi et Typh Barrow                                   | Matteo Terzi et Typh Barrow                                   | Knock on Wood - Amii Stewart                                  |
| 6                                                  | Rien ne dure - Pascal Obispo, Nicholas Brynin et Matteo Terzi | Rien ne dure - Pascal Obispo, Nicholas Brynin et Matteo Terzi | Rien ne dure - Pascal Obispo, Nicholas Brynin et Matteo Terzi |
| 7                                                  | Charlotte Foret et Matthew Irons                              | Charlotte Foret et Matthew Irons                              | Young and Beautiful - Lana Del Rey                            |
| 8                                                  | Nicholas Brynin                                               | Vitaa                                                         | Mash-up de Stronger et La Boulette - Kanye West et Diam's     |
| 9                                                  | Donne-moi le temps - Jenifer et Guillaume Vermeire            | Donne-moi le temps - Jenifer et Guillaume Vermeire            | Donne-moi le temps - Jenifer et Guillaume Vermeire            |
| 10                                                 | Stay - Loïc Nottet et Charlotte Foret                         | Stay - Loïc Nottet et Charlotte Foret                         | Stay - Loïc Nottet et Charlotte Foret                         |
| 11                                                 | Guillaume Vermeire et Slimane                                 | Guillaume Vermeire et Slimane                                 | Je suis un homme - Zazie                                      |
| 12                                                 | Matteo Terzi                                                  | Typh Barrow                                                   | Fix You - Coldplay                                            |
| 13                                                 | On n'est pas seul sur la terre - Pascal Obispo                | On n'est pas seul sur la terre - Pascal Obispo                | On n'est pas seul sur la terre - Pascal Obispo                |
| 14                                                 | Les choses simples - Jenifer et Slimane                       | Les choses simples - Jenifer et Slimane                       | Les choses simples - Jenifer et Slimane                       |
| Fin temporaire des votes                           |                                                               |                                                               |                                                               |
| Annonce des deux derniers candidats en compétition |                                                               |                                                               |                                                               |
| 15                                                 | Charlotte Foret                                               | Matthew Irons                                                 | New Born - Muse                                               |
| 16                                                 | Matteo Terzi                                                  | Typh Barrow                                                   | Jeune et Con - Damien Saez                                    |
| Fin définitive des votes                           |                                                               |                                                               |                                                               |
| 17                                                 | Loïc Nottet : On Fire                                         | Loïc Nottet : On Fire                                         | Loïc Nottet : On Fire                                         |

Pré-éliminations : 
| Talents finalistes              | Talents exclus               |
| ------------------------------- | ---------------------------- |
| Matteo Terzi (Typh Barrow)      | Guillaume Vermeire (Slimane) |
| Charlotte Foret (Matthew Irons) | Nicholas Brynin (Vitaa)      |

Résultat final : 
| Vainqueur                                          | Perdant                    |
| -------------------------------------------------- | -------------------------- |
| Charlotte Foret (Matthew Irons) avec 55% des votes | Matteo Terzi (Typh Barrow) |

## Audiences
| Type            | Date de diffusion | Téléspectateurs | Parts de marché | Classement des audiences de la soirée | Classement des parts de marché de la soirée | Sources |
| --------------- | ----------------- | --------------- | --------------- | ------------------------------------- | ------------------------------------------- | ------- |
| Blind Auditions | 8 janvier 2019    | 422 865         | 27,6 %          | 1er                                   | 1er                                         | [ 2 ]   |
| Blind Auditions | 15 janvier 2019   | 439 008         | 30,3 %          | 1er                                   | 1er                                         | [ 2 ]   |
| Blind Auditions | 22 janvier 2019   | 475 250         | 31,0 %          | 1er                                   | 1er                                         | [ 2 ]   |
| Blind Auditions | 29 janvier 2019   | 433 290         | 27,9 %          | 1er                                   | 1er                                         | [ 2 ]   |
| Blind Auditions | 5 février 2019    | 469 587         | 30,8 %          | 1er                                   | 1er                                         | [ 2 ]   |
| Blind Auditions | 12 février 2019   | 403 528         | 26,0 %          | 1er                                   | 1er                                         | [ 2 ]   |
| Duels           | 19 février 2019   | 383 118         |                 | 1er                                   |                                             | [ 2 ]   |
| Duels           | 26 février 2019   | 399 392         |                 | 1er                                   |                                             | [ 2 ]   |
| Duels           | 5 mars 2019       | 297 129         |                 | 2e                                    |                                             | [ 2 ]   |
| Duels           | 12 mars 2019      | 376 661         |                 | 2e                                    |                                             | [ 2 ]   |
| Lives           | 19 mars 2019      | 366 375         |                 | 2e                                    |                                             | [ 2 ]   |
| Lives           | 26 mars 2019      | 343 064         |                 | 2e                                    |                                             | [ 2 ]   |
| Lives           | 2 avril 2019      | 331 570         |                 | 1er                                   |                                             | [ 2 ]   |
| Lives           | 9 avril 2019      | 347 179         |                 | 1er                                   |                                             | [ 2 ]   |
| Lives           | 16 avril 2019     | 298 773         |                 | 1er                                   |                                             | [ 2 ]   |
| Lives           | 23 avril 2019     | 367 097         |                 | 1er                                   |                                             | [ 2 ]   |